# Новомъченик
Новомъченик или неомъченик (на гръцки: Νεομάρτυρας) е термин, използван от православните църкви на Балканите за християнски мъченик, убит за православната християнска вяра след периода на иконоборството, през периода на османското владичество и от комунистическите режими в Източният блок. През последните повече от двеста години до болшевишкият преврат в Русия през 1917 година новомъченици се наричат само всички, които са погубени от мюсюлманите след падането на Константинопол в 1453 г., като така те се различават от древните мъченици за вярата.

## История
С идването на османските турци културното развитие на поробените балкански страни забавя своето темпо. Последица от нашествието и владичеството е, че балканските народи свързват неразделно своята съдба помежду си. Националното чувство и чувството на православната вяра се преплитат в едно, защото замяната на вярата предизвиква автоматична промяна в живота на помохамеданчените – в облекло, нрави и обичаи.
Новомъченичество е проява на особена идеологическа съпротива на православно-християнската общност срещу завоевателя ислям, а през 20 век - и на вярващите в Христа против тоталитарните и атеистичните комунистически режими. По време на гражданската война на комунистите срещу Българската държава през периода 1923 - 1944 и в НР България такива са над 150, като най-известните от тях са митрополит Борис (Разумов) Неврокопски (противопоставил публично се и на насилственото дебългаризиране на Пиринска Македония), игуменът на Рилският манастир архимандрит Калистрат Наков, протосингелът на Софийската митрополия архимандрит д - р Ириней Попконстантинов, отец Иван Русинов от село Гирен, Пловдивско, отец Рафаил Раев от Стражица, отец Михаил Попов от село Пожарево, Софийско, отец Стефан Кривошиев от град Севлиево, отец Николай Грънчаров от село Тъжа, отец Борис Вълканов от село Кирилово, старозагорско, отец Александър Дянков от Бяла Слатина, отец Петър Дивизиев от град Разлог, отец Евстати Пандурски (Витошки) от Бояна, отец Михаил Апостолов от град Рила, монахиня Симфороза от манастира "Света Петка" край село Сотиря, отец Григорий Попалександров, отец Димитър Биров от село Голямо Белово, отец Йоан Кирилов от село Малко Белово, Пазарджишко, отец Йоан Тодоров от село Тръстеник, отец Васил Вълков от село Горни Дъбник, Плевенско и отец Николай Йотов от село Долни Дъбник, Плевенско.

### Канонизация на древните мъченици за вярата
Провъзгласяването на някого за светец от Църквата се нарича канонизация. Това е най-високата оценка за неговия живот и дело. Увековечаването на едно дело като свято става чрез включването му в църковния календар, т.е. чрез определяне на дата за празнуване паметта на светеца.
Канонизацията предизвиква възникването на творби от определени литературни жанрове, чрез които светецът бива прославян. Най-представителни от тези жанрове са песенно-поетичните творби „служби“, предназначени да възпяват живота и делото на светеца на вечерното и утринното богослужение в деня на неговата памет, житието (обширно и кратко), похвалните слова и др.
Най-древният вид канонизация е спонтанната. Тя не изисква никакви формалности, никакво правно дело или акт на църковната власт. Спонтанно клирът и народът изразяват почитането към провъзгласения за светец от всеобщото признание на Църквата. Има случаи, когато клирът или местният епископ бързат да провъзгласят някого за светец, но това може да се окаже невалидно, ако липсва всеобщото признание на Църквата. Първоначално това почитане на светци има по-тесен или по-широк регионален характер.

За да бъде провъзгласен някой за светец, са необходими следните условия:
- да е член на Църквата;

- да е загинал мъченически за християнската вяра или неговият живот да е във всяко отношение свят;

- заслугите му към Църквата да бъдат изключителни;

- извършване на чудеса по негово застъпничество пред Бога по време на живота му или след смъртта му, които са признати от всички.

Начинът, по който се изразява почитта към даден светец, който вече е признат, е:
- чрез вяра в силата на неговите молитви;

- чрез поклонение пред евентуално запазени свети мощи или други предмети, които са му принадлежали;

- чрез изписване на негови икони и поклонение пред тях;

- чрез изграждане на храмове и параклиси на негово име;

- чрез ежегодно отбелязване на паметта му;

- чрез включване на азматическа служба на светеца в приетите от Църквата богослужебни книги.
Западната църква от XI в. следва свой начин за обявяване на светци, който съставя основата на специална процедура, оформила се по-късно и запазила се доднес. Тази процедура е подобна на съдебната. По-късно тя е приета и от Източната православна църква.

## Канонизацията на новите мъченици
Канонизацията на новите мъченици е спонтанна. Както се каза по-горе, тя не изисква никакви формалности, никакво правно дело или акт на църковната власт. Спонтанно клирът и народът изразяват почитането към провъзгласения за светец от всеобщото признание на Църквата. Всичко това става, разбира се, под погледа на незаспиващото око на Църквата. Тя следи богослужебните текстове на новите мъченици и при случай, че среща богослужебни текстове за нови „лъжливи“ мъченици, издава акт на забрана и неканоничност (незаконност).
През периода на османското владичество Църквата е трябвало да постъпи тактично по въпроса на канонизирането на новите мъченици пострадали от турците.

## Новите мъченици са достойни продължители на старите
В агиографската книжнина за българските новомъченици, произлезли от школата на Атон – Иверския скит, са дадени следните сравнения със старите мъченици на Църквата:
„Старите тогава са имали много и живи примери, които са ги подтикнали към мъченичество, докато по време на новите мъченици нещата са се намирали в упадък и все пак са постигнали подобно дело.
В древност нашата вяра се намирала в разцвет. Те са победили почитателите на идолите, които са се появили във времето и са изчезнали след определено време. А новите мъченици са победили Антихристовия предтеча, т.е. заблуждаващата религия на мохамеданите, която е наложена от толкова години и както се вижда, ще си остане до края“ (Проложно житие на св. Игнатий).
Подобно на краткото житие на Игнатий житиеписецът на Онуфрий Габровски прави подобно сравнение със старите мъченици с думите: "Това се случваше в древните времена, но разликата между старите и тези нови мъченици е голяма. Понеже тогава са имали много такива примери, т.е. и мъже, и жени са поели пътя на мъченичеството, млади и стари, свещеници и владици, богати и бедни, мъдри и неграмотни, люде от всеки род и положение. Това множество от примери е насърчавало ревността на хората към мъченичество. Сега обаче тези примери ги няма, защото къде е ревността? Къде е мъченичеството? Горко! Всичко обратно става."